# Distrito electoral de Lincoln (Illinois)
Lincoln (en inglés: Lincoln Precinct) es un distrito electoral ubicado en el condado de Massac en el estado estadounidense de Illinois. En el Censo de 2010 tenía una población de 809 habitantes y una densidad poblacional de 1.419,8 personas por km².

## Geografía
Según la Oficina del Censo de los Estados Unidos, Lincoln tiene una superficie total de 0.57 km², de la cual 0.57 km² corresponden a tierra firme y (0%) 0 km² es agua.

## Demografía
Según el censo de 2010, había 809 personas residiendo en Lincoln. La densidad de población era de 1.419,8 hab./km². De los 809 habitantes, Lincoln estaba compuesto por el 86.77% blancos, el 9.02% eran afroamericanos, el 1.11% eran amerindios, el 0.25% eran asiáticos, el 0% eran isleños del Pacífico, el 1.11% eran de otras razas y el 1.73% pertenecían a dos o más razas. Del total de la población el 1.36% eran hispanos o latinos de cualquier raza.